# Поча (река, впадает в Свиное озеро)
По́ча — река в Плесецком районе Архангельской области.
Длина реки — 13 км, площадь водосборного бассейна — 4290 км². Питание реки снеговое и дождевое. Ледостав с середины ноября по конец апреля. Среднегодовой расход воды в 7 км от устья составляет 48,89 м³/с (данные наблюдений с 1980 по 1985 год). Берёт начало из озера Почозеро, впадает в озеро Свиное. Находится на территории Кенозерского национального парка. Выделяется приток Волошова (Волошева). В среднем течении реки, у болота Большой Мох, находится посёлок Поча.

## Данные водного реестра
По данным государственного водного реестра России и геоинформационной системы водохозяйственного районирования территории РФ, подготовленной Федеральным агентством водных ресурсов:
- Бассейновый округ — Двинско-Печорский
- Речной бассейн — Онега
- Водохозяйственный участок — Онега